# Linda Yaccarino
Linda Yaccarino (Long Island, 21 de dezembro de 1963) é uma executiva de mídia norte-americana. Ela era a presidente de vendas de publicidade da NBCUniversal. Em 12 de maio de 2023, Elon Musk anunciou que Yaccarino o sucederia como diretora executiva da X Corp.. Sucedeu Elon Musk como nova diretora executiva da X Corp. em 5 de junho de 2023. Ela deixou o cargo em 9 de julho de 2025.

## Infância e educação
Yaccarino cresceu em Deer Park, Nova York. Ela é descendente de italianos. Ela se formou na Universidade Estadual da Pensilvânia Donald P. Bellisario College of Communications bacharel em telecomunicações em 1985.

## Carreira

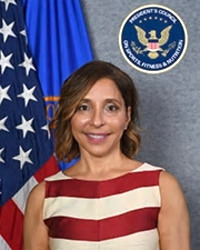
Retrato do Conselho Presidencial de Yaccarino, 2018

Yaccarino trabalhou para a Turner Entertainment por 15 anos, tornando-se vice-presidente executiva e diretora de operações de vendas de anúncios, onde desempenhou um papel fundamental no desenvolvimento de soluções inovadoras de publicidade e marketing. Yaccarino entrou na NBCUniversal em outubro de 2011. Como chefe de vendas de publicidade da NBCUniversal, ela desempenhou um papel fundamental no lançamento do serviço de streaming Peacock.
Yaccarino entrou no Ad Council em 2014. Em 2018, o presidente Donald Trump a nomeou para o Conselho Presidencial de Esportes, Fitness e Nutrição. Yaccarino tornou-se presidente do conselho de administração do Ad Council em janeiro de 2021, com mandato até 30 de junho de 2022. Como presidente, Yaccarino fez parceria com o governo Biden em 2021 para criar uma campanha de vacina contra o coronavírus que apresentava o Papa Francisco. Ela também presidiu a força-tarefa do Futuro do Trabalho para o Fórum Econômico Mundial (WEF).
Yaccarino renunciou à NBCUniversal em 12 de maio de 2023, e no mesmo dia Elon Musk anunciou que Yaccarino seria a nova diretora executiva da X Corp.. Em sua nomeação, o Financial Times citou o ceticismo de Musk sobre o WEF e as ligações de Yaccarino com a organização, que ele havia criticado anteriormente por "tornar-se cada vez mais um governo mundial não eleito". Musk garantiu ao público que não via as ligações de Yaccarino com o WEF como um impedimento ao seu autoproclamado compromisso com a liberdade de expressão, escrevendo sobre sua nomeação como CEO do Twitter que "o compromisso com a transparência do código aberto e a aceitação de uma ampla gama de pontos de vista permanecem inalterado."

## Vida pessoal
Yaccarino e seu marido, Claude Madrazo, têm dois filhos. Eles vivem em Sea Cliff, Nova York.